# Karita Mattila
Karita Mattila (Perniö, 5 settembre 1960) è un soprano finlandese.

## Biografia
La Mattila appare regolarmente nei maggiori teatri d'opera di tutto il mondo, tra cui il Metropolitan Opera House, il Royal Opera House di Londra, il Théâtre du Châtelet, l'Opéra Bastille, la Lyric Opera di Chicago, la San Francisco Opera, la Houston Grand Opera, il Wiener Staatsoper, il Roy Thomson Hall di Toronto e il Festival di Salisburgo. Durante la sua carriera, la Mattila ha venduto oltre 150.000 album.

## Carriera
Nel 1983 la Mattila ha vinto il primo concorso mondiale Cardiff Singer. Lo stesso anno si è laureata presso la Sibelius Academy di Helsinki, dove ha studiato canto con Liisa Linko-Malmio ed ha poi proseguito gli studi con Vera Rózsa a Londra.
Al Gran Teatro La Fenice nel 1984 esegue la parte del Soprano nella Sinfonia n. 2 (Mahler) al Teatro Malibran di Venezia.
All'Edinburgh International Festival nel 1985 è Donna Elvira in Don Giovanni (opera) per la Scottish Opera e nel 2011 tiene un recital.
Alla Royal Opera House di Londra ha fatto il suo debutto nel luglio 1986 come Fiordiligi in Così fan tutte di Mozart con John Aler, Walter Berry ed Anne Sofie von Otter ed in novembre è Pamina in Die Zauberflöte, nel 1987 la Contessa d'Almaviva ne Le nozze di Figaro diretta da Bernard Haitink, nel 1989 Agathe ne Il franco cacciatore diretta da Colin Davis e nel 1993 Musetta ne La bohème diretta da Daniel Oren e Donna Anna in Don Giovanni con Angela Gheorghiu.
Al Teatro alla Scala di Milano nel 1986 canta nella Sinfonia n. 9 (Beethoven) con Lucia Valentini Terrani diretta da Carlo Maria Giulini e nel 1999 tiene un recital.
Al Grand Théâtre di Ginevra nel 1987 tiene un recital e nel 1990 è Amelia Grimaldi in Simon Boccanegra.
All'Opera di Chicago nel 1988 è Donna Elvira in Don Giovanni di Mozart con Carol Vaness e Samuel Ramey nella produzione del Festival di Salisburgo, nel 1991 Pamina in Die Zauberflöte con Sumi Jo e nel 2009 Katya in Káťa Kabanová.
Alla San Francisco Opera nel 1989 è Ilia in Idomeneo (opera), nel 1993 Eva ne I maestri cantori di Norimberga, nel 1996 debutta nel ruolo di Elsa von Brabant in Lohengrin (opera), nel 2002 debutta nel ruolo di Katerina (Kát'a, Katya) in Káťa Kabanová, nel 2006 Manon Lescaut e nel 2010 debutta il ruolo di Emilia Marty ne L'affare Makropulos.
Alla Staatsoper di Vienna debutta nel 1988 come Emma nella prima produzione televisiva di Fierrabras di Franz Schubert diretta da Claudio Abbado, nel 1990 è Donna Elvira in Don Giovanni con Cheryl Studer e nel 1993 Rosalinde in Die Fledermaus con Hermann Prey, Berry e Natalie Dessay.
Al Metropolitan Opera House di New York ha fatto il suo debutto il 22 marzo del 1990 come Donna Elvira in Don Giovanni con Ramey, la Vaness, Ferruccio Furlanetto e Dawn Upshaw diretta da James Levine, nel 1993 è Eva in Die Meistersinger von Nürnberg con Prey, nel 1995 Lisa ne La dama di picche (opera) con Leonie Rysanek diretta da Valerij Abisalovič Gergiev, nel 1996 Musetta ne La bohème con la Gheorghiu e Roberto Alagna, nel 1998 Elsa in Lohengrin, nel 1999 Amelia in Simon Boccanegra con Plácido Domingo, nell'ottobre 2000 Leonore in Fidelio diretta da Levine, nel 2002 Chrysothemis in Elettra, nel 2003 Jenufa di Leoš Janáček e nel 2004 Salomè (opera) e Káťa Kabanová con Magdalena Kozená e Chris Merritt.
Nel 1994 ha fatto il suo debutto spagnolo come Tatyana in Evgenij Onegin di Tchaikovsky a Madrid e partecipa ad un concerto nella serata di gala nel nuovo Suomalainen Ooppera Teatteri di Helsinki.
Al Teatro comunale di Firenze nel 1994 è Fiordiligi in Così fan tutte diretta da Zubin Mehta con Delores Ziegler, Michele Pertusi ed Alessandro Corbelli e nel 1996 Chrysothemis in "Elektra" con Furlanetto diretta da Abbado.
Ancora nel 1996 debutta come Elsa von Brabant in Lohengrin con Gwyneth Jones diretta da James Conlon all'Opéra National de Paris, Elisabetta di Valois in Don Carlo di Verdi con Alagna e José van Dam diretta da Haitink al Royal Opera House, per il quale ha ricevuto il Premio François Reichenbach Orphée du Lyrique ed in Arabella di Richard Strauss nel 2002. Sempre all'Opéra National de Paris nel 1997 è Hanna Glawari in Die lustige Witwe e nel 1999 Lisa ne La dama di picche con Helga Dernesch.
Nel 1997 è stata nominata per il Laurence Olivier Award per la sua interpretazione di Elisabetta nel Don Carlos alla Royal Opera House e premiata all'Evening Standard Ballet, Opera and Classical Music Award per "Outstanding Performance of the Year" per questa produzione.
Ancora al Royal Opera House nel 1997 è Elsa von Brabant in Lohengrin con la Jones diretta da Gergiev e Chrysothemis in Elektra con Christian Thielemann, nel 2001 Liza in La dama di picche e Jenůfa con Anja Silja diretta da Haitink.
La Mattila ha vinto il Grammy Award come "Best Recording Opera" per Die Meistersinger von Nürnberg nel 1998 e per Jenůfa di Janáček nel 2004.
Nel 2000 è Fiordiligi nella ripresa nel Kleines Festspielhaus di Salisburgo di "Così fan tutte ossia La scuola degli amanti" diretta da Claudio Abbado.
Nel 2001 The New York Times ha scelto Karita Mattila come miglior cantante dell'anno per la sua interpretazione nel Fidelio al Metropolitan Opera e nello stesso anno è stata nominata per il Laurence Olivier Award "Outstanding Achievement in Opera" sia per Jenůfa che Lisa ne La dama di picche alla Royal Opera House di Londra.
Kaija Saariaho le dedica Quatre Instants, che ha creato nell'aprile 2003 presso il Théâtre du Châtelet ed il Barbican Centre.
Nel 2003 ha tenuto la sua prima Salomè con Merritt diretta da Conlon all'Opéra National de Paris ed è stata insignita Ordre des arts et des lettres dal governo francese come riconoscimento del suo contributo alle arti.
Sempre al Royal Opera House nel 2004 è Arabella con Barbara Bonney e Diana Damrau, nel 2005 Amelia in Un ballo in maschera e nel 2007 Leonore in Fidelio. Fino ad oggi ha preso parte a 71 rappresentazioni al Covent Garden.
Nel 2005 è stata nominata Musicista dell'anno da Musical America.
Nel 2007 il BBC Music Magazine ha nominato la Mattila come uno dei 20 migliori soprani dell'epoca registrati.
Nel 2008 il pubblico di tutto il mondo ha visto la sua Manon Lescaut diretta da Levine in diretta dal Met nelle sale cinematografiche.
Il 23 settembre 2008 ha ripreso Salomè (opera) al Metropolitan Opera ancora in onda in tutto il mondo in alta definizione l'11 ottobre 2008, nel gennaio 2009 è Tatiana in Evgenij Onegin.
Aprì la stagione 2009-2010 del Metropolitan Opera il 21 settembre con Tosca (opera) che è stata vista in diretta in HD in tutto il mondo il 10 ottobre 2009 e nel 2012 è Emilia Marty in The Makropulos Case. Fino ad oggi la Mattila ha preso parte a 141 rappresentazioni al Met.
Al Washington National Opera nel 2009 canta Four Last Songs di Richard Strauss.
Nel 2010 presso l'Opéra National de Lyon la Mattila ha creato il ruolo di Émilie du Châtelet nel monodramma Emilia di Kaija Saariaho dedicato a lei.
Nel 2011 è Leonore in Fidelio allo Houston Grand Opera.
Nel 2012 tiene un recital al Savonlinna Opera Festival ed è Emilia Marty in L'affare Makropulos al Finnish National Opera di Helsinki.
Nel 2013 è Jenufa allo Bayerische Staatsoper e tiene un recital al Théâtre du Capitole di Tolosa.

## Registrazioni selettive
- Beethoven, Sinfonie n. 5, 6, 9 - Abbado/BPO/Mattila/Urmana/Moser/Quasthoff, 2000 Deutsche Grammophon
- Janacek, Jenufa - Haitink/Mattila/Silja/Silvasti, Royal Opera House, 2001 Erato/Warner Classics - Grammy Award for Best Opera Recording 2004
- Lauluja Merelle: Songs by Lasse Martenson - Mattila/Jyväskylä Symphony Orchestra, 2001 Ondine - 4ª posizione in Finlandia
- Mendelssohn, Sinfonia n.ro 2 ("Lobgesang") - Claudio Abbado/Elizabeth Connell/Hans Peter Blochwitz/Karita Mattila/London Symphony Chorus/London Symphony Orchestra, 1985 Deutsche Grammophon
- Mozart, Requiem - Abbado/BPO/Mattila/Mingardo, Deutsche Grammophon
- Mozart, Così fan tutte - Karita Mattila/Academy of St. Martin in the Fields/Sir Neville Marriner, 1990 Decca
- Schubert, Fierrabras - Abbado/Mattila/Protschka, Deutsche Grammophon
- Schumann: Szenen aus Goethes "Faust" - Claudio Abbado/Barbara Bonney/Berliner Philharmoniker/Brigitte Poschner/Bryn Terfel/Endrik Wottrich/Eric Ericson/Gerhard Schmidt-Gaden/Hans-Peter Blochwitz/Harry Peeters/Iris Vermillion/Jan-Hendrik Rootering/Karita Mattila/Susan Graham/Swedish Radio Choir/Tölzer Knabenchor, 1994 SONY BMG
- Strauss: Vier letzte Lieder, Orchesterlieder - Berliner Philharmoniker/Claudio Abbado/Karita Mattila, 1999 Deutsche Grammophon
- Weber, Der Freischütz - Karita Mattila/Staatskapelle Dresden/Sir Colin Davis, 1991 Decca
- Karita Mattila Sings Arias & Scenes - Karita Mattila/London Philharmonic Orchestra/Yutaka Sado, 2001 Erato

## DVD & BLU-RAY selettivi
- Verdi: Simon Boccanegra (Maggio Musicale Fiorentino, 2002) - Karita Mattila/Vincenzo La Scola/Lucio Gallo/Andrea Concetti/Claudio Abbado, regia Peter Stein, Arthaus Musik
- Wagner, Maestri cantori di Norimberga - Levine/Heppner/Mattila/Pape, Deutsche Grammophon - Grammy Award for Best Opera Recording 1998
- Abbado, In concerto (Mozart/Schubert) - Abbado/WPO/Mattila, 1986 Deutsche Grammophon - 5.1 DTS Surround Sound